# Mölkky
El mölkky es un juego de puntería, de origen finlandés, que se juega en el exterior con piezas de madera cilíndricas.
El mölkky es una versión moderna del juego de bolos finlandés tradicional o kyykkä, y se juega de manera individual o por equipos, admitiendo multitud de jugadores.

## Piezas del juego
Los componentes, normalmente de madera, son 12 bolos numerados del 1 al 12 con forma cilíndrica, base plana y punta en 45°; y un palo o "mölkky" más grande con forma cilíndrica y cortado a 90° en ambos lados.
Las medidas más comunes, aunque pueden variar unos pocos milímetros, son 55 mm de diámetro para todas las piezas, 225 mm de largo para el mölkky y 95-150 mm de alto para los bolos en su parte más corta y larga respectivamente.

## Reglas

Disposición de salida de los bolos del mölkky.

Los bolos se disponen a entre 3 y 4 metros de la zona de lanzamiento desde donde se lanza el mölkky para puntuar. Se puntúa según el número de bolos que se tiren. Los bolos derribados tienen que estar completamente apoyados al suelo, si quedan apoyados sobre otro bolo no se considerará derribado. Si se derriba más de un bolo se puntúa el número de bolos derribado (de 2 a 12 puntos); si se derriba un solo bolo se puntúa la puntuación que marque el bolo derribado (de 1 a 12 puntos).
Al final del turno, si hay bolos derribados, se colocan de pie sobre el lugar donde quedó la punta. Con lo cual, los mismos se van dispersando por el terreno de juego y alejando de la zona de lanzamiento. 
Los jugadores se van alternando en sus lanzamientos (un lanzamiento por jugador y turno) y gana el que primero alcance los 50 puntos. Si un jugador no puntúa durante 3 lanzamientos seguidos (tres turnos seguidos fallando) queda eliminado del juego. Si un jugador sobrepasa los 50 puntos con su último lanzamiento su puntuación retrocede hasta 25 puntos.
Variante:
El mölkky se puede convertir en un juego más estratégico con las siguientes reglas adicionales (Ideal para dos equipos):
1. En caso de empate el equipo que lideraba hasta ese momento pierde su puntuación o retrocede hasta 25 puntos si ya superó esa cifra.
2. En caso de tirar un único bolo, el equipo siguiente no puede tirar el mismo (importante si se juega con la regla anterior. Si lo derriba, se puede; o bien considerar nulo, o bien perder puntuación según la regla 1). Esta norma resulta especialmente interesante cuando un equipo está a un solo lanzamiento de la victoria. De esta forma el equipo contrario puede "bloquear" un número concreto, alargar la partida y obligar al equipo líder a buscar otras combinaciones.
3. Un mismo equipo no puede tirar el mismo bolo dos turnos seguidos (de esta manera se fomenta la variedad de lanzamientos y puntuación).

## Divulgación y competiciones
El mölkky es un juego muy popular en Finlandia donde existen multitud de asociaciones y donde cada año se juega el Campeonato del Mundo en la ciudad de Lahti. El juego está también extendido por el norte y centro de Europa, por Estados Unidos y Japón. En España el juego se está introduciendo en relación con los juegos de mesa, ya sea incluido en jornadas de juegos como Jornadas Tierra de Nadie o en torneos al efecto como el Campeonato Nacional de Mölkky de Laguna de Duero.